# 保時捷帕納美拉
保時捷帕納美拉（Porsche Panamera）是德國保時捷公司旗下的一種車系。於2009年發售販卖。属於四門的斜背型高級轎車，同時，這款車是保時捷公司第一次發售四座位的轎車。

## 歷史

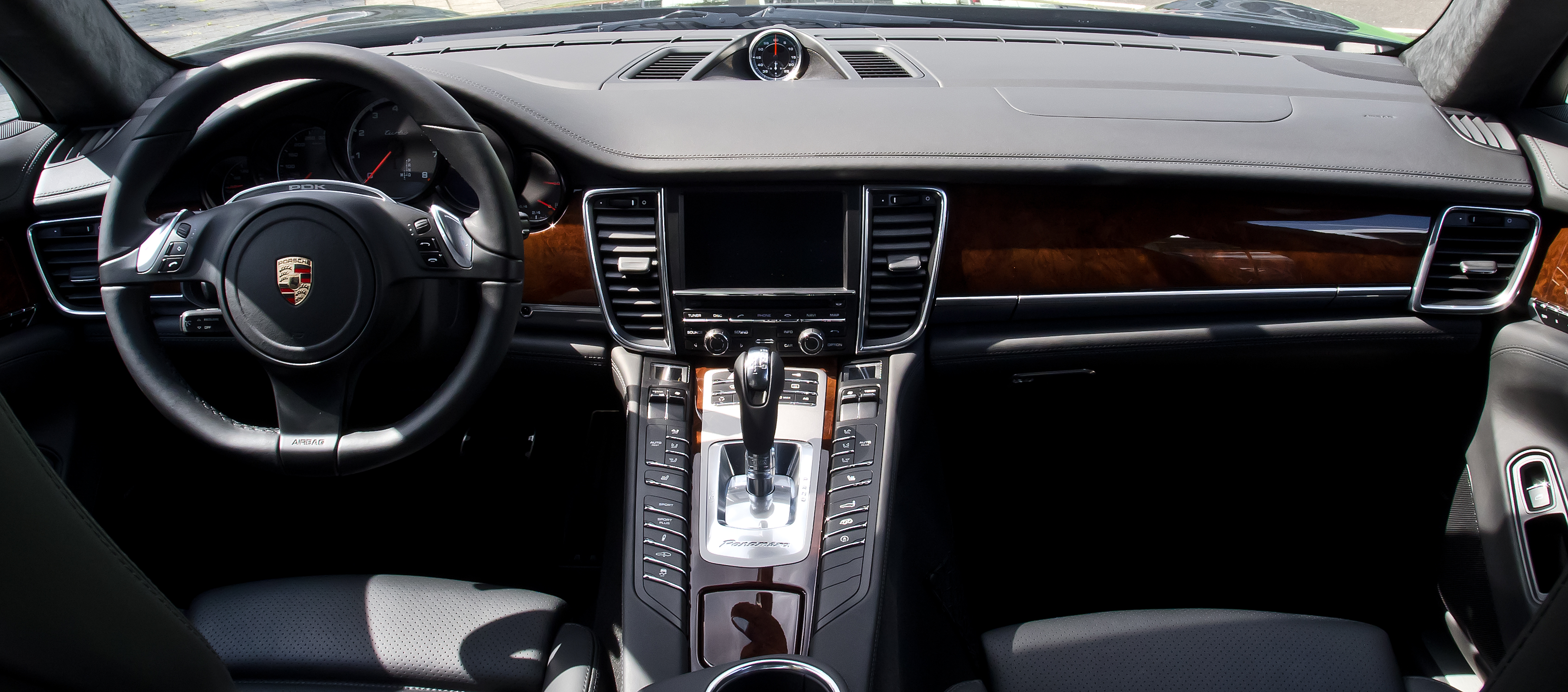
內飾

早在1989年保時捷就設計出一款名為保時捷989的車型，但只有原型車，但未有正式投產。一直至2009年，保時捷在卡宴休旅車的基礎上，發展出一款四門房車，並於2009年3月中國上海車展中首度登場。
至一個月後（2009年4月），此車型正式投產，於德國萊比錫組裝。

### 第一代（2009-2016）
第一代的Panamera可分為Panamera S（6MT）、Panamera S（7PDK）、Panamera 4S（7PDK）、Panamera Turbo（7PDK）四種型號，採用V6和V8引擎所驅動，輸出馬力最低為300匹，最高則有550匹。同時有
6速手動變速器、7速ZF雙離合變速箱作選擇。
於2011年，推出了油電混合版本。
| 型號                  | 生產年度   | 排氣量 | 車輛重量 | 最高速度 | 0-100km/h加速時間 | 香港售價        |
| --------------------- | ---------- | ------ | -------- | -------- | ----------------- | --------------- |
| Panamera S (6MT)      | 2009年3月- | 4.806L | 1770kg   | 285km/h  | 5.6秒             |                 |
| Panamera S (7PDK)     | 2009年3月- | 4.806L | 1800kg   | 283km/h  | 5.4秒/5.2秒       |                 |
| Panamera 4S (7PDK)    | 2009年3月- | 4.806L | 1860kg   | 283km/h  | 5.0秒/4.8秒       | 連稅＄1,565,000 |
| Panamera Turbo (7PDK) | 2009年3月- | 4.806L | 1970kg   | 303km/h  | 4.2秒/4.0秒       | 連稅＄2,263,000 |

### 第二代（2016-）
2016年於柏林發佈。搭載全新8前速PDK波箱及恆式四輪驅動系統，大部份車身組件都是由鋁合金製成，而為塑造出有如911的流暢車尾線條，設計師特意將後座車頂高度降低了20mm。
第二代採用保時捷全新開發的 3.0 升渦輪增壓汽油 V6 引擎，取代過去 3.6 升 V6 引擎，使其最大馬力達到 330 ps。